# Feldlager Faizabad
Das Feldlager Faizabad war ein Lager der Deutschen Bundeswehr in Faizabad, Provinz Badachschan, im Nordosten Afghanistans.
Es war seit Sommer 2004 Standort des Wiederaufbauteams (PRT). Das Lager wurde am 9. Oktober 2012 an die Afghanische Nationalpolizei übergeben, der Abzug fand bis etwa 20. Oktober 2012 statt.
Neben dem Polizeistützpunkt soll auf dem Gelände auch eine Zweigstelle der Universität Zentralasien der Aga-Khan-Stiftung einziehen.
Zum Lager zählten Krankenhaus, Kirche, Postamt, Geldautomat, Grillplatz, Basketball- und Beachvolleyball-Feld, Kraftraum und der Biergarten „P8“ sowie die „Tali-Bar“. Zusätzlich gesichert wurde das Lager durch Soldaten aus der Mongolei.